# Eric Lloyd
David Eric Lloyd Morelli dit Eric Lloyd est un acteur américain né le 19 mai 1986 à Glendale, Californie (États-Unis).

## Biographie
C'est le cousin d'Alyssa Milano.

## Filmographie
- 1992 : Laurie Hill (série TV) : Leo Hill
- 1993 : Sunny's Deliverance : David
- 1993 : Drôles de fantômes (Heart and Souls) : Young Thomas
- 1993 : A Family Torn Apart (TV) : Chris Hannigan
- 1994 : In the Best of Families: Marriage, Pride & Madness (TV) : Young John
- 1994 : Les Héritiers affamés (Greedy) : Joe (6 years old)
- 1994 : Les Raisons du cœur (Seasons of the Heart) (TV) : David
- 1994 : Super Noël (The Santa Clause) : Charlie Calvin
- 1995 : Abandonnée et trahie (Abandoned and Deceived) (TV) : Matthew
- 1996 : Christmas in Oz (vidéo) : Neddie (voix)
- 1996 : Who Stole Santa? (vidéo) : Neddie (voix)
- 1996 : Dunston : Panique au palace (Dunston Checks In) : Kyle Grant
- 1996 : Virtual Oz (vidéo) : Neddie (voix)
- 1996 : The Nome Prince and the Magic Belt (vidéo) : Neddie (voix)
- 1996 : Toto Lost in New York (vidéo) : Neddie (voix)
- 1997 : Le Petit Grille-pain courageux : À la rescousse (vidéo) : Blanky (voix)
- 1997 : The Spittin' Image : Wally
- 1997 : Batman et Robin : Bruce Wayne jeune
- 1997 : Harry dans tous ses états (Deconstructing Harry) : Hilly
- 1997 : A Christmas Memory (TV) : Buddy
- 1998 : Le Géant et moi (My Giant) : Young Sammy
- 1998 : Le Petit Grille-pain courageux : Objectif Mars (The Brave Little Toaster Goes to Mars) (vidéo) : Blanky (voix)
- 1998 : Luminous Motion : Phillip
- 1998 : Chamelelon (TV) : Ghen, Aede's Son
- 1998 : Jesse ("Jesse") (série TV) : 'Little John' Warner (1998-2000)
- 2002 : Hyper Noël (The Santa Clause 2) : Charlie Calvin
- 2006 : Super Noël 3 : Méga Givré (The Santa Clause 3 : The Escape Clause) : Charlie Calvin
- 2022 : Super Noël, la série : Charlie Calvin